# ウダフ・タークレー
ウダフ・バール・ケシャフ・タークレー（英語: Uddhav Bal Keshav Thackeray、1960年7月27日 - ）は、インドの政治家。ヒンドゥー・ナショナリズムを掲げる政党であるシヴ・セーナーの党首。シヴ・セーナーを創設したバール・タークレーの息子である。

## 経歴
ウダフは、もともとマラーティー語の日刊新聞『サームナ (Saamna)』の編集に携わり、選挙運動などでも積極的に活動していた。彼の党であるシヴ・セーナーは2002年のムンバイ市政府の議員選挙に勝利し、ウダフは2003年1月に党首代行に任じられた。
ウダフ・タークレーと、シヴ・セーナーの指導者だったナラヤン・ラネとの間には、意見の食い違いがあり、それが積もってラネは党から追放された。またウダフの従弟ラージ・タークレーが対立したことをきっかけに、ラージは2006年にシヴ・セーナーを離党し、自らの政党マハラシュトラ・ナヴニルマン・セーナーを創設した。
2012年に父でシヴ・セーナーの党首であったバール・タークレーが亡くなると、後任の党首にウダフが就任した。2014年のマハーラーシュトラ州議会選挙では、シヴ・セーナー議席を増やし第2党となった。第1党となったインド人民党（BJP）は単独過半数には届かず、シヴ・セーナーと連立政権を組むこととなった。
2019年10月に実施された州議会選挙では、BJPとシヴ・セーナーの与党連合はそれぞれ議席を減らしたものの、過半数の議席は維持した。しかし、選挙後の交渉は不調に終わり連立は解消され、11月8日にBJPのデベンドラ・ファドナビスは辞任に追い込まれた。その後、シヴ・セーナーと国民会議党（NCP）と国民会議派（INC）の3党で連立交渉をしたが、期限までに合意には至らず、インド憲法に従い11月12日に同州は「大統領による統治」に入った。11月23日、ファドナビス前州首相とNCPのアジット・パワルが首相と副首相就任の宣誓式を強行。これに対して、シヴ・セーナーとNCP、INCの3党は最高裁に不服申し立てを行い、最高裁は11月27日までに州議会での過半数の支持があることを証明するよう命じた。パワル副首相が辞意を示し、ファドナビス州首相も再び辞任することになった。11月28日には、シヴ・セーナーとNCP、INCの3党で連立交渉が妥結され、ウダフが州首相に就任した。

## 私生活
ウダフは、ラシュミ・タークレー  (Rashmi Thackeray) と結婚しており、息子はアディティア (Aditya) とテジャス (Tejas) のふたりがいる。
長男のアディティアは、党の青年組織ユヴァ・セーナーの代表を務めているが、次男のテジャスはニューヨーク州バッファローの大学で学んでいるとされている。父や兄とは違い、テジャスはメディアへは露出していない。2012年7月16日、ウダフ・タークレーは胸部の痛みを訴え、リラバティ病院に入院した。血管形成術の手術がおこなわれ、動脈の3か所にあった障害物が除去された。
ウダフ・タークレーは写真に造詣が深く、2004年にはジェハンギール・アート・ギャラリーで、マハーラーシュトラ州にある様々な城塞の空撮写真を展示する展覧会を開催した。また、写真集も出版しており、2010年の『Maharashtra Desh』ではマハーラーシュトラ州の様々な風景を捉え、2011年の『Pahava Vitthal』ではパンダルプール巡礼の時期のワルカリを撮影した写真を集めた。